# Bojan Penew
Bojan Penew (bg. Боян Николов Пенев) (ur. 27 kwietnia 1882 w Szumen, zm. 25 czerwca 1927 w Sofii) – bułgarski historyk sztuki, krytyk literatury, slawista, badacz i popularyzator literatury polskiej.

## Życiorys
Od 1917 profesor na Uniwersytecie Sofijskim im. św. Klemensa z Ochrydy, na którym był jednym z założycieli katedry slawistyki. W 1918 wspólnie z żoną, Dorą Gabe i Tadeuszem Grabowskim założył Towarzystwo Bułgarsko-Polskie, które popularyzowało kulturę Polską w Bułgarii w dwudziestoleciu międzywojennym. Był także redaktorem dwutygodnika Przegląd Polsko-Bułgarski.
W latach 1923–24 wykładał historię literatury bułgarskiej na Uniwersytecie Warszawskim, Uniwersytecie Jagiellońskim i uniwersytetach we Lwowie. W studiach o odrodzeniu narodowym w Bułgarii łączył metodę historyczną, socjologiczną i psychologiczną, w krytyce literatury skłaniał się do intuicjonizmu. Badał związki literatury polsko-bułgarskiej w XIX w., które ukazały się w wydanym pośmiertnie dziele Istorija na nowata byłgarska literatura (t. 1-4, 1930-36).
Związany początkowo z wczesną moderną bułgarską darzył niechęcią utylitaryzm rodzimej literatury i przeciwstawiał mu wartości filozoficzno-moralne romantyzmu polskiego, które upatrywał głównie w romantycznym patriotyzmie i mistycyzmie. Obok wielkich romantyków, zwłaszcza Adama Mickiewicza i Juliusza Słowackiego, najwyżej cenił Młodą Polskę - twórczość Stanisława Wyspiańskiego i Jana Kasprowicza. Obraz polskiej duchowości, której Panew był orędownikiem, wiązał się z postawą skrajnie nacjonalistyczną. W martyrologii polskiej widział odzwierciedlenie bułgarskich tragicznych losów historycznych, które nabierały sensu nieodzownej ofiary Słowian w dziejach europejskich.

## Pomnik
Pomnik Bojana Penewa znajduje się na terenie ambasady Bułgarii w Alejach Ujazdowskich 33/35 w Warszawie. Jest to około metrowej wysokości cokół z kamieni polnych, na którym znajduje się przymocowana tabliczka z informacją a na szczycie znajduje się popiersie przedstawiające popularyzatora literatury polskiej.

## Twórczość
- Literatura bułgarska do roku 1878 (1938)
- Istorija na nowata byłgarska literatura (t. 1-4, 1930-36)